# Perättiksyra
Perättiksyra är en peroxid av ättiksyra som har formeln CH3CO2OH. Den är mycket svagare än ättiksyra (pKa = 8,2).

## Framställning
Perättiksyra kan tillverkas på många sätt, men det vanligaste är att ättiksyra (CH3COOH) och väteperoxid (H2O2) får reagera med svavelsyra som katalysator.
{\displaystyle {\rm {CH_{3}COOH+H_{2}O_{2}\rightleftharpoons CH_{3}CO_{2}OH+H_{2}O}}}
Eftersom perättiksyra bygger upp kemisk jämvikt med ättiksyra och väteperoxid så kommer den färdiga produkten också att innehålla alla tre ämnen.

## Användning

### Organisk syntes
Det viktigaste användningsområdet för perättiksyra är framställning av epoxider genom att föra över en syreatom till en dubbelbindning.
   +      {\displaystyle \rightarrow }     +

### Decinficering
Perättiksyra kan med fördel användas mot bakterier och andra mikroorganismer. Den bryts inte ner av katalas eller peroxidas.

### Blekmedel
Perättiksyra används ofta för att bleka papper som tillverkats genom sulfatprocessen eller i andra applikationer där klorblekning inte är önskvärd.